# Kabinett Davutoğlu III
Bei der Parlamentswahl vom 1. November 2015 erhielt die AKP mit 49,5 Prozent der Stimmen 317 der 550 Sitze in der Nationalversammlung in Ankara, eine absolute Mehrheit. Der amtierende Ministerpräsident Ahmet Davutoğlu wurde mit der Bildung der 64. Regierung der Türkei beauftragt.
Der Staatspräsident Recep Tayyip Erdoğan bestätigte die ihm vorgelegte Liste der Minister am 24. November 2015. Der ehemalige Finanzminister Mehmet Şimşek wurde stellvertretender Ministerpräsident und Wirtschaftsminister.
Am 24. Mai 2016 wurde Ministerpräsident Davutoglu durch Binali Yıldırım abgelöst.

## Minister
| deutsche Amtsbezeichnung                               | türkische Amtsbezeichnung                  | Amtsinhaber            | Partei | Amtszeit          |
| ------------------------------------------------------ | ------------------------------------------ | ---------------------- | ------ | ----------------- |
| Ministerpräsident                                      | Başbakan                                   | Ahmet Davutoğlu        | AKP    | 24. November 2015 |
| Stellvertretender Ministerpräsident                    | Başbakan Yardımcısı                        | Numan Kurtulmuş        | AKP    | 24. November 2015 |
| Stellvertretender Ministerpräsident                    | Başbakan Yardımcısı                        | Mehmet Şimşek          | AKP    | 24. November 2015 |
| Stellvertretender Ministerpräsident                    | Başbakan Yardımcısı                        | Yalçın Akdoğan         | AKP    | 24. November 2015 |
| Stellvertretender Ministerpräsident                    | Başbakan Yardımcısı                        | Yıldırım Tuğrul Türkeş | AKP    | 24. November 2015 |
| Stellvertretender Ministerpräsident                    | Başbakan Yardımcısı                        | Lütfi Elvan            | AKP    | 24. November 2015 |
| Justizminister                                         | Adalet Bakanı                              | Bekir Bozdağ           | AKP    | 24. November 2015 |
| Minister für Familie und Sozialpolitik                 | Aile ve Sosyal Politikalar Bakanı          | Sema Ramazanoğlu       | AKP    | 24. November 2015 |
| Minister für Europäische Union                         | Avrupa Birliği Bakanı                      | Volkan Bozkır          | AKP    | 24. November 2015 |
| Minister für Wissenschaft, Industrie und Technologie   | Bilim, Sanayi ve Teknoloji Bakanı          | Fikri Işık             | AKP    | 24. November 2015 |
| Minister für Arbeit und Soziale Sicherheit             | Çalışma ve Sosyal Güvenlik Bakanı          | Süleyman Soylu         | AKP    | 24. November 2015 |
| Minister für Umwelt und Stadtplanung                   | Çevre ve Şehircilik Bakanı                 | Fatma Güldemet Sarı    | AKP    | 24. November 2015 |
| Minister für Auswärtige Angelegenheiten                | Dışişleri Bakanı                           | Mevlüt Çavuşoğlu       | AKP    | 24. November 2015 |
| Wirtschaftsminister                                    | Ekonomi Bakanı                             | Mustafa Elitaş         | AKP    | 24. November 2015 |
| Minister für Energie und Naturschätze                  | Enerji Ve Tabii Kaynaklar Bakanlığı        | Berat Albayrak         | AKP    | 24. November 2015 |
| Minister für Jugend und Sport                          | Gençlik ve Spor Bakanı                     | Akif Çağatay Kılıç     | AKP    | 24. November 2015 |
| Minister für Ernährung, Landwirtschaft und Tierhaltung | Gıda, Tarım ve Hayvancılık Bakanı          | Faruk Çelik            | AKP    | 24. November 2015 |
| Minister für Zoll und Handel                           | Gümrük ve Ticaret Bakanı                   | Bülent Tüfenkci        | AKP    | 24. November 2015 |
| Minister für Innere Angelegenheiten                    | İçişleri Bakanı                            | Efkan Ala              | AKP    | 24. November 2015 |
| Minister für Entwicklung                               | Kalkınma Bakanı                            | Cevdet Yılmaz          | AKP    | 24. November 2015 |
| Minister für Kultur und Tourismus                      | Kültür ve Turizm Bakanı                    | Mahir Ünal             | AKP    | 24. November 2015 |
| Finanzminister                                         | Maliye Bakanı                              | Naci Ağbal             | AKP    | 24. November 2015 |
| Minister für Nationale Bildung                         | Millî Eğitim Bakanı                        | Nabi Avcı              | AKP    | 24. November 2015 |
| Minister für Nationale Verteidigung                    | Millî Savunma Bakanı                       | İsmet Yılmaz           | AKP    | 24. November 2015 |
| Minister für Forst- und Wasserwirtschaft               | Orman ve Su İşleri Bakanı                  | Veysel Eroğlu          | AKP    | 24. November 2015 |
| Gesundheitsminister                                    | Sağlık Bakanı                              | Mehmet Müezzinoğlu     | AKP    | 24. November 2015 |
| Minister für Verkehr, Schifffahrt und Kommunikation    | Ulaştırma, Denizcilik ve Haberleşme Bakanı | Binali Yıldırım        | AKP    | 24. November 2015 |